# Immetalia eichhorni
Immetalia eichhorni là một loài bướm đêm trong họ Noctuidae.